# Munkbomal
Munkbomal (Monopis monachella) är en fjärilsart som beskrevs 1796 av Jacob Hübner. Munkbomal ingår i släktet Monopis och familjen äkta malar.
Den har ett stort utbredningsomårde och förekommer i Eurasien, Afrika, Indien, Sri Lanka, Myanmar, Sumatra, Java, Filippinerna, Taiwan, Japan, Nya Guinea, Samoa, Nordamerika och Sydamerika. Arten är reproducerande i Sverige. Inga underarter finns listade i Catalogue of Life.
Dess vingspan är 12–20 mm. Larverna lever av kadaver.

## Bildgalleri

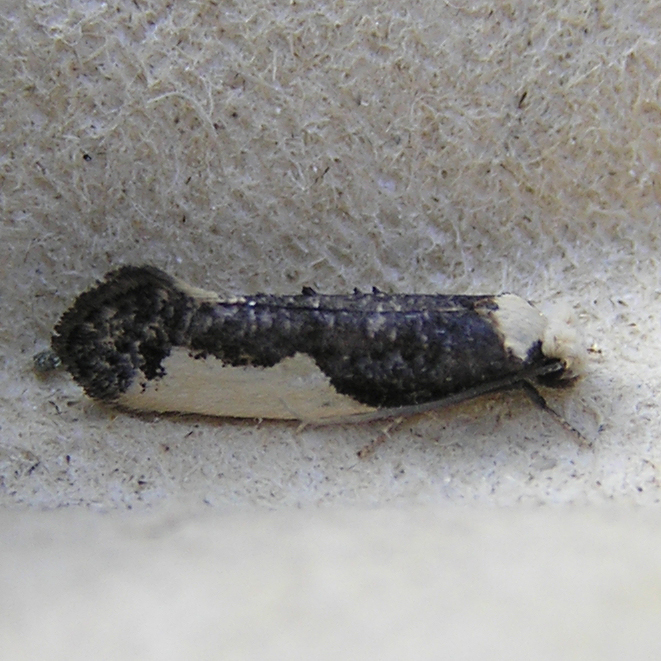